# 趙舜
趙舜（1956年11月14日—2014年12月10日），澎湖縣馬公鎮篤行十村人，台灣喜劇演員、主持人，年輕時因為外型，多以擔任丑角的形象出現螢光幕；中年復出演出戲劇時以飾演父親或爺爺的角色為主，晚年則因病痛纏身淡出，2014年12月因急性腦梗塞病故，他的忌日正是大女兒的生日。
台灣知名主持人胡瓜的藝名是他取的。1982年，他推荐好友陳博正演出電影《兒子的大玩偶》使其一炮而紅。他的好友有馬如龍和沛小嵐夫婦，他大學時的同窗好友是王偉忠和陳博正，兩人也在趙舜臨終時陪伴在一旁。

## 生平
趙舜出生於澎湖馬公篤行十村，是國軍最早的眷村，他的父親是職業軍人，1949年隨中華民國國軍抵達台灣，分配至澎湖。趙舜幼年時學習成績雖然在水準之上，但個性內向自閉，直到五年級時學校舉辦一場音樂會，被拱上台舉大旗大獲好評後，才開啟了他的表演人生。
16歲時，就讀馬公高中一年級下學期的趙舜，因父親職務異動，趙家舉家搬到台北，他轉入士林高中就讀。但因當時士林高中校舍正在改建，全部學生均在民生國中寄讀。而父親讓他就讀士林高中時也只是暫時的權宜之計，所以仍讓他穿著馬公國中的制服上學。當時的學生中午時都須在學校操場做體操，趙舜的馬公國中制服就成了同學嘲笑的對象，因為倒過來念是「中國公馬」。
成績不錯的趙舜，因為對表演的熱愛，高中畢業後，他放棄可以考取更好大學的機會，選填文化大學影劇系，他的同學是王偉忠和陳博正。1979年大學畢業之際，參加了電影《拒絕聯考的小子》演出（另一位主演是當年24歲的張佩華）；隨即在1980年入營服預官役，加入陸戰藝工隊。
退伍後，趙舜開始參與電影與電視演出走紅，其主持綜藝節目《讚讚讚》為台灣戶外運動競賽節目之元祖；但由於從高中開始抽菸，與自身不注意身體保養，健康開始惡化。1993年，因為妻子懷孕安胎，他陪妻在醫院待產，確診罹患糖尿病；於是在當紅之際決定放下演藝工作，移居至中國大陸上海市，投資經營餐廳。
2004年，趙舜因投資失利，賠光所有積蓄，全家再搬回台灣。此時期的趙舜已負債近新台幣三千萬元，他曾開過保全公司、在南非做過魚翅生意，也開過便當店、賣茶葉、拉保險等多種生意，均認賠收手，最後在菜市場擺攤賣涼麵維生。
回台灣期間，昔日演藝圈友人先後伸出援手，讓趙舜在多齣電視連續劇中客串演出還債；但趙舜在2005年第一次中風、2007年第二次中風、2009年第三次中風，故無法長期參與台灣連續劇的固定演出，僅於2011年在三立都會台《真愛找麻煩》43至45集客串演出。2012年，趙舜病情惡化至必須終生洗腎，晚年出門須以輪椅代步，他發願做終身戒菸宣導義工，並以自身為例子現身說法勸導眾人注意健康。2014年12月，趙舜病逝，仍留下約千萬債務未清償。公祭定於2014年12月28日上午8時半在臺北市第二殯儀館舉行，王偉忠說會辦得簡單隆重，且由於趙舜兩個孩子仍在求學，會將葬儀的錢留給孩子。

## 演出作品

### 電影
| 年份   | 片名                    | 角色         |
| 1979年 | 《拒絕聯考的小子》      | 素珠的兒子   |
| 1979年 | 《西風的故鄉》          |              |
| 1980年 | 《年輕人的心聲》        |              |
| 1981年 | 《小市民的狂想》        |              |
| 1982年 | 《野性的青春》          |              |
| 1982年 | 《涼搭檔》              |              |
| 1982年 | 《大盜落網》            |              |
| 1983年 | 《女性注意》            |              |
| 1985年 | 《都市的大飯碗》        |              |
| 1985年 | 《你追我跑》            |              |
| 1985年 | 《女真珠王》            |              |
| 1985年 | 《玫瑰玫瑰我愛你》      |              |
| 1985年 | 《人間男女》            |              |
| 1985年 | 《在室女》              |              |
| 1985年 | 《相見歡》              |              |
| 1985年 | 《美人圖》              |              |
| 1985年 | 《應召一族》            |              |
| 1985年 | 《老頑童與小麻煩》      |              |
| 1986年 | 《歡樂五福星》          |              |
| 1986年 | 《瘋狂大作秀》          |              |
| 1986年 | 《歡樂龍虎榜》          | 開車的阿伯   |
| 1986年 | 《妻子教室》            |              |
| 1986年 | 《5711438》             |              |
| 1986年 | 《頑皮家族》            | 網球運動員   |
| 1987年 | 《佳人本色》            |              |
| 1987年 | 《黑道兄弟》            | 阿寶         |
| 1987年 | 《今夜你是天使》        |              |
| 1987年 | 《好小子3：苦兒流浪記》 |              |
| 1987年 | 《欲之戀》              |              |
| 1989年 | 《00.99大發財》         |              |
| 1989年 | 《蝶之女》              |              |
| 1989年 | 《英雄無膽》            |              |
| 2008年 | 《海角七號》            | 飯店活動主任 |
| 2013年 | 《大尾鱸鰻》            | 里長         |

### 電視劇
| 年份   | 頻道                           | 片名                   | 角色               |
| 1986年 | 台視                           | 《新絕代雙驕》         | 軒轅三光（惡賭鬼） |
| 1986年 | 台視                           | 《電燈泡》             | 朱天壽             |
| 1991年 | 台視                           | 《江湖再見》           | 崔文正             |
| 1993年 | 華視                           | 《歡喜樓》             | 趙寶山             |
| 1994年 | 台視                           | 《倚天屠龍記》         | 周顛               |
| 1994年 | 台視                           | 《像我們這樣拍一部戲》 | 史胖               |
| 1994年 | 台視                           | 《大紅包兒高掛》       | 大女婿             |
| 1997年 | 中視                           | 《布袋和尚》           | 劉吉               |
| 1997年 | 華視                           | 《施公奇案》           | 趙福地             |
| 1997年 | 台視                           | 《雙囍》               | 姜國強             |
| 1998年 | 台視                           | 《一品夫人芝麻官》     | 劉猛               |
| 2000年 | 民視                           | 《飛龍在天》           | 王老闆             |
| 2000年 | 中視                           | 《新梁山伯祝英台》     | 縣太爺             |
| 2004年 | 華視                           | 《天國的嫁衣》         | 陶爺爺             |
| 2004年 | 台視                           | 《愛上千金美眉》       | 主任               |
| 2005年 | 台視、三立都會台               | 《格鬥天王》           | 勇叔               |
| 2005年 | 三立都會台                     | 《王子變青蛙》         | 唐順明             |
| 2005年 | 台視                           | 《住左邊住右邊》       | 楊爸爸             |
| 2006年 | 台視、三立都會台               | 《微笑PASTA》          | 成金               |
| 2006年 | 三立都會台                     | 《愛情魔髮師》         | 貝永德             |
| 2006年 | 華視                           | 《寶島少女成功記》     | 陳大奇             |
| 2006年 | 中視                           | 《國光異校》           | 徐恭良             |
| 2006年 | 衛視中文台                     | 《驚異傳奇》明日報     | 義雄               |
| 2007年 | 台視、三立都會台               | 《櫻野三加一》         | 舒輔               |
| 2007年 | 華視                           | 《天使之翼》           | 趙建亭             |
| 2007年 | 緯來電視網                     | 《神鬼高校》           | 麻督學             |
| 2007年 | 民視                           | 《濟公》               | 黃金萬             |
| 2008年 | 中視                           | 《我的億萬麵包》       | 陳萬財             |
| 2008年 | 民視                           | 《光陰的故事》         | 郝爸爸             |
| 2009年 | 中視                           | 《青梅竹馬》           | 餐廳經理           |
| 2009年 | 台視                           | 《心星的淚光》         | 董大森             |
| 2009年 | 公視                           | 《再見全壘打》         | 趙爸               |
| 2010年 | 民視                           | 《泡沫之夏》           | 尹爸               |
| 2011年 | 東森幼幼台、中央電視臺少兒頻道 | 《萌學園3魔法號令》    | 里奧納多·皮卡丘    |
| 2011年 | 三立都會台                     | 《真愛找麻煩》         | 舜哥               |
| 2011年 | 民視                           | 《父與子》             | 舜仔               |
| 2012年 | 民視                           | 《廉政英雄》           | 白父               |
| 2012年 | 公視                           | 《小孩大人》           | 方父               |
| 2012年 | 三立都會台                     | 《愛上巧克力》         | 老闆               |
| 2012年 | 公視                           | 《理髮先生》           | 老鄭               |
| 2012年 | 公視                           | 《結婚不結婚》         | 志成爸             |
| 2012年 | 台視                           | 《女人花》             | 梁父國丈爺         |
| 2012年 | 三立電視                       | 《天下女人心》         | 顧小舟             |
| 2012年 | 八大電視                       | 《終極一班2》          | 孤山島老村長       |
| 2012年 | 壹電視                         | 《幸福蒲公英》         | 旅行社老闆         |
| 2013年 | 三立都會台                     | 《美味的想念》         | 涂先生             |
| 2013年 | 台視                           | 《逆光青春》           | 曹父               |
| 2013年 | 台視                           | 《PMAM》               | 舜哥               |
| 2014年 | 台視                           | 《流氓蛋糕店》         | 音樂學校校長       |
| 2014年 |                                | 《淑惠要出嫁》         | 未完成的戲劇與遺作 |

## 出版作品

### 著作
- 趙舜 ((表演藝術, 1956-)). . 文經社. 2013年出版. ISBN 978-957-663-688-2.

## 其他
- 2012年10月，時任陸委會主委的王郁琦將趙舜錯認成知名異議人士艾未未，趙舜也因此表示：「感謝打響知名度」[14][15]。

### 出身澎湖的資深藝人
- 張雨生
- 潘安邦
- 趙學煌
- 胡錦
- 胡鈞
- 阮虔芷
- 陳淑麗
- 龍君兒

### 陸戰隊藝工隊服役時好友
- 胡瓜
- 陽帆
- 黃仲崑
- 李茂山

### 電視專訪
- 華視《點燈》第293集：我的喜劇人生-趙舜、張揚真 （页面存档备份，存于），2013-04-22

## 外部連結
- 趙舜在互联网电影资料库（IMDb）上的資料（英文）（英文）
- 趙舜在香港影庫上的簡介
- 趙舜在豆瓣上的资料（简体中文）